# Смольяны (Тверская область)
Смольяны — деревня в Бельском районе Тверской области. Входит в состав Кавельщинского сельского поселения.

## География
Находится в 8 км к юго-востоку от районного центра города Белый, в 1,5 км от села Кавельщино, между селом и деревней протекает речка Свершать, приток реки Обша. К северу, через ручей, деревня Афонино.

## Население
| 2008 | 2010 |
| ---- | ---- |
| 9    | ↘1   |

Население по переписи 2002 года — 14 человек, 6 мужчин, 8 женщин.
Национальный состав
Согласно результатам переписи 2002 года, в национальной структуре населения русские составляли 100 % от жителей.